# 蘇格蘭足球聯賽系統
蘇格蘭足球聯賽系統（Scottish football league system）是一系列相關連的聯賽組別，提供給蘇格蘭的球會比賽。
蘇格蘭系統比許多其他國家的聯賽系統更複雜，由幾個完全獨立的系統組成。除了高級組足球（Senior football）和初級組足球（Junior football），還有業餘足球和福利足球。
在蘇格蘭的高級足球中有一個國家聯盟，即蘇格蘭職業足球聯賽 (SPFL)，它有四個級別。還有幾個地區聯賽（最著名的是高地足球聯賽（Highland Football League）和自2013年成立以來的低地足球聯賽（LowLand Football League））。由2014-15年開始，引入了這兩個地區聯賽和SPFL之間的升級/降級附加賽。
位於英格蘭的兩家俱樂部在高級組系統中比賽 - 低地聯賽的貝里克流浪者隊和東蘇格蘭聯賽的特威德茅斯流浪者隊。英蘇邊界的少數英格蘭業餘俱樂部也出於地理和旅行原因，參加邊境業餘足球聯賽。

## 系統結構

### 男子高级组
當前的系統自2013-14開始，蘇格蘭職業足球聯賽由蘇格蘭超級聯賽和蘇格蘭足球聯賽合併而成。與此同時，低地足球聯賽成立，與高地足球聯賽一起成為蘇格蘭職業足球聯賽的下一級（第5級）。一年後，其他地區聯賽也開始加入系統（第6級以下）。每個分區，及其官方名稱、俱樂部數量、比賽數量和晉級/降級名額如下：
|    | 蘇格蘭職業足球聯賽                                                                                        | | | | | |
| 1  | 蘇格蘭足球超級聯賽 12家俱樂部參加38場比賽 ↓ 1個降級名額+1個降級季后賽名額                                 | 蘇格蘭足球超級聯賽 12家俱樂部參加38場比賽 ↓ 1個降級名額+1個降級季后賽名額                                 | 蘇格蘭足球超級聯賽 12家俱樂部參加38場比賽 ↓ 1個降級名額+1個降級季后賽名額                                 | 蘇格蘭足球超級聯賽 12家俱樂部參加38場比賽 ↓ 1個降級名額+1個降級季后賽名額                                 | 蘇格蘭足球超級聯賽 12家俱樂部參加38場比賽 ↓ 1個降級名額+1個降級季后賽名額                                 | 蘇格蘭足球超級聯賽 12家俱樂部參加38場比賽 ↓ 1個降級名額+1個降級季后賽名額                                 |
| 2  | 蘇格蘭足球冠軍聯賽 10家俱樂部參加36場比賽 ↑ 1個升級名額+3個升級季后賽名額 ↓ 1個降級名額+3個降級季后賽名額 | 蘇格蘭足球冠軍聯賽 10家俱樂部參加36場比賽 ↑ 1個升級名額+3個升級季后賽名額 ↓ 1個降級名額+3個降級季后賽名額 | 蘇格蘭足球冠軍聯賽 10家俱樂部參加36場比賽 ↑ 1個升級名額+3個升級季后賽名額 ↓ 1個降級名額+3個降級季后賽名額 | 蘇格蘭足球冠軍聯賽 10家俱樂部參加36場比賽 ↑ 1個升級名額+3個升級季后賽名額 ↓ 1個降級名額+3個降級季后賽名額 | 蘇格蘭足球冠軍聯賽 10家俱樂部參加36場比賽 ↑ 1個升級名額+3個升級季后賽名額 ↓ 1個降級名額+3個降級季后賽名額 | 蘇格蘭足球冠軍聯賽 10家俱樂部參加36場比賽 ↑ 1個升級名額+3個升級季后賽名額 ↓ 1個降級名額+3個降級季后賽名額 |
| 3  | 蘇格蘭足球甲級聯賽 10家俱樂部參加36場比賽 ↑ 1個升級名額+3個升級季后賽名額 ↓ 1個降級名額+3個降級季后賽名額 | 蘇格蘭足球甲級聯賽 10家俱樂部參加36場比賽 ↑ 1個升級名額+3個升級季后賽名額 ↓ 1個降級名額+3個降級季后賽名額 | 蘇格蘭足球甲級聯賽 10家俱樂部參加36場比賽 ↑ 1個升級名額+3個升級季后賽名額 ↓ 1個降級名額+3個降級季后賽名額 | 蘇格蘭足球甲級聯賽 10家俱樂部參加36場比賽 ↑ 1個升級名額+3個升級季后賽名額 ↓ 1個降級名額+3個降級季后賽名額 | 蘇格蘭足球甲級聯賽 10家俱樂部參加36場比賽 ↑ 1個升級名額+3個升級季后賽名額 ↓ 1個降級名額+3個降級季后賽名額 | 蘇格蘭足球甲級聯賽 10家俱樂部參加36場比賽 ↑ 1個升級名額+3個升級季后賽名額 ↓ 1個降級名額+3個降級季后賽名額 |
| 4  | 蘇格蘭足球乙級聯賽 10家俱樂部參加36場比賽 ↑ 1個升級名額+3個升級季后賽名額 ↓ 1個降級季后賽名額             | 蘇格蘭足球乙級聯賽 10家俱樂部參加36場比賽 ↑ 1個升級名額+3個升級季后賽名額 ↓ 1個降級季后賽名額             | 蘇格蘭足球乙級聯賽 10家俱樂部參加36場比賽 ↑ 1個升級名額+3個升級季后賽名額 ↓ 1個降級季后賽名額             | 蘇格蘭足球乙級聯賽 10家俱樂部參加36場比賽 ↑ 1個升級名額+3個升級季后賽名額 ↓ 1個降級季后賽名額             | 蘇格蘭足球乙級聯賽 10家俱樂部參加36場比賽 ↑ 1個升級名額+3個升級季后賽名額 ↓ 1個降級季后賽名額             | 蘇格蘭足球乙級聯賽 10家俱樂部參加36場比賽 ↑ 1個升級名額+3個升級季后賽名額 ↓ 1個降級季后賽名額             |
|    | 地區聯賽                                                                                                  | | | | | |
| 5  | 高地足球聯賽 18家俱樂部參加34場比賽 ↑ 1個升級季后賽名額 ↓ 1個降級季后賽名額                               | 高地足球聯賽 18家俱樂部參加34場比賽 ↑ 1個升級季后賽名額 ↓ 1個降級季后賽名額                               | 高地足球聯賽 18家俱樂部參加34場比賽 ↑ 1個升級季后賽名額 ↓ 1個降級季后賽名額                               | 低地足球聯賽 19家俱樂部參加36場比賽 ↑ 1個升級季后賽名額 ↓ 1個降級名額                                     | 低地足球聯賽 19家俱樂部參加36場比賽 ↑ 1個升級季后賽名額 ↓ 1個降級名額                                     | 低地足球聯賽 19家俱樂部參加36場比賽 ↑ 1個升級季后賽名額 ↓ 1個降級名額                                     |
| 6  | 中部足球聯賽 19家俱樂部參加36場比賽 ↑ 1個升級季后賽名額                                                   | 北喀裡多尼亞足球聯賽 13家俱樂部參加24場比賽 ↑ 1個升級季后賽名額                                           | 北部足球超級聯賽 14家俱樂部參加26場比賽 ↑ 1個升級季后賽名額 ↓ 2個降級名額                                 | 東蘇格蘭足球聯賽 超級組 16家俱樂部參加30場比賽 ↑ 1個升級季后賽名額 ↓ 3個降級名額                          | 南蘇格蘭足球聯賽 12家俱樂部參加22場比賽 ↑ 1個升級季后賽名額                                               | 西蘇格蘭足球聯賽 超級組 16家俱樂部參加30場比賽 ↑ 1個升級季后賽名額 ↓ 2個降級名額                          |
| 7  | | | 北部足球冠軍聯賽 16家俱樂部參加30場比賽 ↑ 4個升級名額                                                     | 東蘇格蘭足球聯賽 甲級組 16家俱樂部參加30場比賽 ↑ 3個升級名額 ↓ 3個降級名額                                | | 西蘇格蘭足球聯賽 甲級組 16家俱樂部參加30場比賽 ↑ 3個升級名額 ↓ 2個降級名額                                |
| 8  | | 東蘇格蘭足球聯賽 乙級組 18家俱樂部參加34場比賽 ↑ 3個升級名額 ↓ 4個降級名額                                | 西蘇格蘭足球聯賽 乙級組 16家俱樂部參加30場比賽 ↑ 3個升級名額 ↓ 2個降級名額                                | | | |
| 9  | 東蘇格蘭足球聯賽 丙級組 10家俱樂部參加36場比賽 ↑ 2個升級名額                                              | 西蘇格蘭足球聯賽 丙級組 19家俱樂部參加36場比賽 ↑ 3個升級名額 ↓ 5個降級名額                                | | | | |
| 10 | | 西蘇格蘭足球聯賽 丁級組 12家俱樂部 ↑ 3個升級名額                                                          | | | | |

四級以下的聯賽被歸類為“非聯賽足球”，這意味著它們不屬於蘇格蘭職業足球聯賽，並且是在地區而非全國範圍內進行的。低地聯賽與高地聯賽平行。這些分區在金字塔上創造了第五級，自2014-15賽季以來，兩個聯賽冠軍互相對戰，然後獲勝者與蘇格蘭足球乙級聯賽進行2回合的升/降級附加賽。
低地聯賽之下是東蘇格蘭足球聯賽（59家具樂部，包括一支預備隊，分為18支球隊的超級組、甲級組和11支新俱樂部組成的X會）； 南蘇格蘭足球聯賽（13家俱樂部，包括兩支預備隊，在一個級別）；和 西蘇格蘭足球聯賽（74家俱樂部，分成20支球隊的超級組、3會組成的第7級和8支新俱樂部的丁級組）。賽季末晉級三場循環賽附加賽在每個聯賽的冠軍之間進行（符合許可標準），以爭奪低地聯賽的席位。
北喀裡多尼亞足球聯賽總部設在蘇格蘭北部，包括一個來自奧克尼島的俱樂部，目前有11支球隊。2021年4月，宣布北喀裡多尼亞聯賽將和北部足球超級聯賽 及更名的“中部足球聯賽”（剩餘的位於泰賽德地區的初級組東部俱樂部）構成第6級，以形成一個完全整合的高地聯賽之下的第6級聯賽。
截至 2021-22，共有18個分區的285支球隊。 

#### 杯賽
所有5級及以上級別的俱樂部以及其他級別的俱樂部都是蘇格蘭足球協會的正式成員，自動進入蘇格蘭杯。 每個賽季最多三名非蘇格蘭足球協會成員可以通過贏得東、南、西蘇格蘭聯賽或東南西冠軍盾獲得參加蘇格蘭杯的資格。所有42支SPFL俱樂部以及高地和低地冠軍（以及亞軍之一）都參加 蘇格蘭聯賽杯。 蘇格蘭挑戰杯 則由來自蘇超以外的30支SPFL俱樂部、蘇超U21球隊以及來自高地和低地聯賽的四支球隊參加。
蘇格蘭足球協會南部挑戰杯是針對低地地區的所有非聯賽俱樂部，共有161支球隊（不包括預備隊）參與。 蘇格蘭開足球協會北部挑戰杯存在於2007年和2009年之間。還有各種較小型的聯賽和地區杯賽。

### 女子高級組
| 級別 | 聯賽/級別                | 聯賽/級別                | 聯賽/級別                | 聯賽/級別                    |
| ---- | ------------------------ | ------------------------ | ------------------------ | ---------------------------- |
|      | 全國聯賽                 |                          |                          |                              |
| 1    | 蘇格蘭女子足球超級聯賽一 | 蘇格蘭女子足球超級聯賽一 | 蘇格蘭女子足球超級聯賽一 | 蘇格蘭女子足球超級聯賽一     |
| 2    | 蘇格蘭女子足球超級聯賽二 | 蘇格蘭女子足球超級聯賽二 | 蘇格蘭女子足球超級聯賽二 | 蘇格蘭女子足球超級聯賽二     |
| 3    | 蘇格蘭女子足球冠軍聯賽   | 蘇格蘭女子足球冠軍聯賽   | 蘇格蘭女子足球冠軍聯賽   | 蘇格蘭女子足球冠軍聯賽       |
| 4    | 蘇格蘭女子足球甲級聯賽   | 蘇格蘭女子足球甲級聯賽   | 蘇格蘭女子足球甲級聯賽   | 蘇格蘭女子足球甲級聯賽       |
|      | 地區聯賽 （夏季）        |                          |                          |                              |
| –    | 蘇格蘭女子足球聯賽       | 蘇格蘭女子足球聯賽       | 蘇格蘭女子足球聯賽       | Highlands and Islands League |
| –    | SWFL Central/South East  | SWFL West/South West     | SWFL North/East          | Highlands and Islands League |